# Qt Quick
Qt Quick — вільний програмний каркас, що є складовою частиною загального фреймворку Qt і розробляється Qt Project. Він забезпечує засоби декларативної побудови налаштовуваних та високо-динамічних користувацьких інтерфейсів з рідинними перетіканнями і ефектами, які стали звичними особливо для мобільних пристроїв. Qt Quick включає декларативну скриптову мову під назвою QML.
Інтерпретатор часу виконання Qt Declarative читає декларативні визначення користувацького інтерфейсу Qt, дані QML, і відображає описаний ними графічний інтерфейс. Синтакс QML дозволяє використовувати JavaScript для опису логіки, і він часто використовується для цих потреб. Проте це не єдиний можливий спосіб, і логіка може бути також написана нативним кодом.
Qt Quick та QML стали офіційно підтримуватися з Qt 4.7 (з Qt Creator 2.1), і він має комерційну опцію для мобільних застосунків, коли Qt 4.7 застосовується для розробки для пристроїв під керуванням Symbian або Maemo/MeeGo.

## Виноски
1. 1 2 3  Ryan Paul (22 вересня 2010), Nokia releases Qt 4.7 with terrific new mobile UI framework, Arstechnica, архів оригіналу за 23 вересня 2010, процитовано 22 вересня 2010